# 大眼長鳚鮗
大眼長鳚鮗，為鱸形目鱸亞目擬雀鯛科的其中一種，發現於南非納塔爾省謝普斯敦港海域，深度可達44公尺，本魚身體細長，頰無鱗片覆蓋，側線短，背鰭硬棘1枚、背鰭軟條42枚;臀鰭硬棘0枚;臀鰭軟條32枚，體長可達5公分，棲息在底層水域，生活習性不明。

## 擴展閱讀
維基物種上的相關：大眼長鳚鮗